# Amerikanske sangere
Amerikanske sangere (latin: Parulidae) er en familie af små, ofte farverige spurvefugle, der udelukkende findes i Amerika. De fleste af arterne holder til i træer, men nogle, så som vanddroslerne lever på jorden. De fleste arter er insektædende.
Det er sandsynligt, at denne fuglefamilie oprindeligt kom fra Centralamerika, hvor man fortsat finder den største mængde af både individer og arter. Herfra er de udbredt mod nord under mellemistiderne, især som trækfugle, hvor de returnerede til det oprindelige område om vinteren. To slægter, hvidstjerterne og tangarsangerne, har tilsyneladende koloniseret Sydamerika på et ret tidligt tidspunkt, måske ovenikøbet inden de to kontinenter voksede sammen; fra disse to slægter findes den overvejende del af de amerikanske sangere i dette område. 

## Karakteristik
Alle amerikanske sangere er relativt små. Den mindste er rødgumpet sanger (Oreothlypis luciae), som er omkring 10,6 cm lang og vejer omkring 6,5 gram. Hvilke, der er de største, afhænger af den endelige klassifikation for familien. Traditionelt har man regnet gulbrystet kratsmutte (Icteria virens) til de amerikanske sangere, og i så fald er den den største med en længde på 18,2 cm. Men da det nu er uklart, om denne art hører til familien, regnes som de største de tre vanddrosler (henholdsvis Parkesia og Seiurus), rustkronet tangarsanger og Sankt Lucia-sanger, der alle kan blive over 15 cm i længden og veje over 21 gram. 
De arter af familien, der er trækfugle, lægger de største antal æg, typisk op til seks ad gangen, idet farerne ved de lange flyvninger til overvintringsstederne betyder, at mange individer kun har en enkelt chance for at yngle. I modsætning hertil får mange af de tropiske arter to æg ad gangen, idet ungerne kan passes bedre, og de voksne har chancen for at reproducere sig flere gange.
For mange af de arter, der trækker, især de af dem, der yngler længst mod nord, har hannerne ret farvestrålende fjerdragter, især i parringsperioden, idet hannerne har behov for at gøre opmærksomme på deres territorier og vise sig frem for hunnerne, som skifter fra år til år. Tendensen er særligt fremtrædende for den store Dendroica-slægt. I modsætning hertil udviser de fleste af de bofaste, tropiske arter, der oftest har faste partnere, kun beskedne forskelle mellem kønnene. Der er naturligvis undtagelser fra denne regel. 
For vanddroslerne, der definitivt er trækfugle, er forskellene mellem kønne meget små, mens de tropiske gulstruber har markante forskelle mellem kønnene. Skjoldsangerne har også klare forskelle mellem kønnene, men ifølge den nyeste forskning er det uklart, om de hører til familien; de hører nok nærmere til kardinalerne. 

## Klassifikation
Der er en række særlige forhold, der gør sig gældende for de amerikanske sangere, hvad angår taksonomi og systematikken. 
- De amerikanske sangere er tæt beslægtede med tangarer, og nogle arter som keglenæb (Conirostrum) og banansmutten (Coereba flaveola) har været placeret i begge familier af forskellige autoriteter. På nuværende tidspunkt regnes keglenæbbene dog som tangarer, mens banansmutten har sin egen familie.
- Grønhale, gulbrystet kratsmutte og hvidvinget sanger er andre arter, hvorom det har været diskuteret, om de skulle være amerikanske sangere eller tangarer.
- Parduscoen er ligeledes en art, hvis tilhørsforhold har været diskuteret.
- En række arter er blevet flyttet mellem slægterne; de latinske navne passer derfor ikke alle med de navne, der er opgivet i "Danske navne på alverdens fugle" (se eksterne henvisninger).

### Slægter og arter
Familie: Amerikanske sangere (Parulidae)
- Slægt Vermivora
  - Bachmansanger, Vermivora bachmanii
  - Gulvinget sanger, Vermivora chrysoptera
  - Blåvinget sanger, Vermivora cyanoptera
- Slægt Oreothlypis
  - Tennesseesanger, Oreothlypis peregrina
  - Orangekronet sanger, Oreothlypis celata
  - Nashvillesanger, Oreothlypis ruficapilla
  - Virginiasanger, Oreothlypis viginiae
  - Colimasanger, Oreothlypis crissalis
  - Rødgumpet sanger, Oreothlypis luciae
  - Flammestrubet parula, Oreothlypis gutturalis
  - Hvidbrynet parula, Oreothlypis superciliosa
- Slægt Catharopeza
  - Fløjtesanger, Catharopeza bishopi
- Slægt Mniotilta
  - Sorthvid sanger, Mniotilta varia
- Slægt Setophaga
  - Blygrå sanger, Setophaga plumbea
  - Puerto Rico-sanger, Setophaga angelae
  - Jamaicasanger, Setophaga pharetra
  - Hættesanger, Setophaga citrina
  - Amerikansk ildstjert, Setophaga ruticilla
  - Kirtlandsanger, Setophaga kirtlandii
  - Brunkindet sanger, Setophaga tigrina
  - Cyanblå sanger, Setophaga cerulea
  - Parulasanger, Setophaga americana
  - Olivenrygget parula, Setophaga pitiayumi
  - Magnoliesanger, Setophaga magnolia
  - Brunbrystet sanger, Setophaga castanea
  - Ildsanger, Setophaga fusca
  - Gylden sanger, Setophaga petechia
  - Brunsidet sanger, Setophaga pensylvanica
  - Stribet sanger, Setophaga striata
  - Blå sanger, Setophaga caerulescens
  - Mossanger, Setophaga palamarum
  - Olivenkronet sanger, Setophaga pityophila
  - Fyrresanger, Setophaga pinus
  - Myrtesanger, Setophaga coronata
  - Gulstrubet sanger, Setophaga dominica
  - Bahamasanger, Setophaga flavescens
  - Caymansanger, Setophaga vitellina
  - Præriesanger, Setophaga discolor
  - Antilsanger, Setophaga adelaidae
  - Barbudasanger, Setophaga subita
  - Skt. Lucia-sanger, Setophaga delicata
  - Gyldenstrubet sanger, Setophaga graciae
  - Sortstrubet gråsanger, Setophaga nigrescens
  - Sortøret sanger, Setophaga townsendi
  - Gyldenhovedet sanger, Setophaga occidentalis
  - Gyldenkindet sanger, Setophaga chrysoparia
  - Sorthalset sanger, Setophaga virens
- Slægt Protonotaria
  - Blommegul sanger, Protonotaria citrea
- Slægt Helmitheros
  - Ormæder sanger, Helmitheros vermivorus
- Slægt Limnothlypis
  - Spidsnæbbet sanger, Limnothlypis swainsonii
- Slægt Seiurus
  - Brillevanddrossel, Seiurus aurocapillos
- Slægt Parkesia
  - Nordlig vanddrossel, Parkesia noveboracensis
  - Sydlig vanddrossel, Parkesia motacilla
- Slægt Oporornis
  - Connecticutsanger, Oporornis agilis
- Slægt Geothlypis
  - Kentuckysanger, Geothlypis formosus
  - Sørgesanger, Geothlypis philadelphia
  - Gråhovedet sanger, Geothlypis tolmiei
  - Gulstrube, Geothlypis trichas
  - Beldinggulstrube, Geothlypis beldingi
  - Altamiragulstrube, Geothlypis flavovelata
  - Bahamagulstrube, Geothlypis rostrata
  - Olivenkronet gulstrube, Geothlypis semiflava
  - Sorthovedet gulstrube, Geothlypis speciosa
  - Maskegulstrube, Geothlypis aequinoctialis
  - Gråkronet gulstrube, Geothlypis poliocephala
  - Højlandsgulstrube, Geothlypis nelsoni
- Slægt Cardellina
  - Rødmaske, Cardellina rubrifrons
  - Sortkronet sanger, Cardellina pusilla
  - Canadasanger, Cardellina canadensis
  - Hvidøret rødsanger, Cardellina ruber
  - Rosenhovedet rødsanger, Cardellina versicolor
- Slægt Myioborus
  - Hvidvinget hvidstjert, Myioborus pictus
  - Rødbuget hvidstjert, Myioborus miniatus
  - Tepuíhvidsjert, Myioborus castaneocapillus
  - Brunisset hvidstjert, Myioborus brunniceps
  - Pariahvidstjert, Myioborus pariae
  - Hvidmasket hvidstjert, Myioborus albifacies
  - Safranbuget hvidstjert, Myioborus cardonai
  - Halsbåndshvidstjert, Myioborus torquatus
  - Brillehvidstjert, Myioborus melanocephalus
  - Pragthvidstjert, Myioborus ornatus
  - Hvidtøjlet hvidstjert, Myioborus albifrons
  - Gulkronet hvidstjert, Myioborus flavivertex
- Slægt Basileuterus
  - Viftehalesanger, Basileuterus lachrymosus
  - Guldisset tangarsanger, Basileuterus fraseri
  - Tobåndet tangarsanger, Basileuterus bivittatus
  - Gyldenbuget tangarsanger, Basileuterus chrysogaster
  - Chocótangarsanger, Basileuterus chlorophrys
  - Lysbenet tangarsanger, Basileuterus signatus
  - Gulgrøn tangarsanger, Basileuterus luteoviridis
  - Sortkronet tangarsanger, Basileuterus nigrocristatus
  - Gråhovedet tangarsanger, Basileuterus griseiceps
  - Santa Marta-tangarsanger, Basileuterus basilicus
  - Gråstrubet tangarsanger, Basileuterus cinereicollis
  - Hvidmasket tangarsanger, Basileuterus conspicillatus
  - Rustkronet tangarsanger, Basileuterus coronatus
  - Gyldenkronet tangarsanger, Basileuterus culicivorus
  - Trebåndet tangarsanger, Basileuterus trifasciatus
  - Hvidbuget tangarsanger, Basileuterus hypoleucus
  - Brunkronet tangarsanger, Basileuterus rufifrons
  - Guldbrynet tangarsanger, Basileuterus belli
  - Sortkindet tangarsanger, Basileuterus melanogenys
  - Pirretangarsanger, Basileuterus ignotus
  - Trestribet tangarsanger, Basileuterus tristriatus
  - Gråbrystet tangarsanger, Basileuterus leucoblepharus
  - Orangebenet tangarsanger, Basileuterus flaveolus
- Slægt Phaeothlypis (tidligere en del af Basileuterus)
  - Vandtangarsanger, Phaeothlypis fulvicauda
  - Flodtangarsanger, Phaeothlypis rivularis

### Uklar placering
- Grønhale, Microligea palustris
- Gulhovedet cubasanger, Teretistris fernandinae
- Gråhættet cubasanger, Teretistris fornsi
- Sankt Lucia-sanger, Leucopeza semperi
- Gærdesmuttedrossel, Zeledonia coronata
- Gulbrystet kratsmutte, Icteria virens
- Hvidvinget sanger, Xenoligea montana